# 내일은 국민가수
《내일은 국민가수》는 TV조선에서 2021년 10월 7일부터 2021년 12월 23일까지 방영된 오디션 프로그램이다.

## 방송 시간
| 방송 채널 | 방송 기간                                     | 방송 시간                                   | 비고   |
| --------- | --------------------------------------------- | ------------------------------------------- | ------ |
| TV 조선   | 2021년 10월 7일 ~ 2021년 12월 23일            | 매주 목요일 밤 10시 ~ 금요일 새벽 12시 30분 | 본방송 |
| TV 조선   | 2022년 1월 6일 ~ 2022년 1월 13일 (토크콘서트) | 매주 목요일 밤 10시 ~ 금요일 새벽 12시 30분 | 본방송 |
| TV 조선   | 2022년 1월 20일 (갈라쇼)                      | 매주 목요일 밤 10시 ~ 금요일 새벽 12시 30분 | 본방송 |
| TV 조선   | 2022년 1월 27일 (올스타전)                    | 매주 목요일 밤 10시 ~ 금요일 새벽 12시 30분 | 본방송 |

## 진행자
- 김성주

## 심사위원
- 김범수
- 백지영
- 케이윌
- 이석훈
- 김준수
- 박선주
- 윤명선
- 신지
- 효정
- 붐
- 장영란
- 신봉선

## 참가자
| 순위        | 이름                  | 예명           | 소속사                                                     | 소속그룹                                                                  |
| ----------- | --------------------- | -------------- | ---------------------------------------------------------- | ------------------------------------------------------------------------- |
| 1위         | 박창근                |                | n.CH                                                       | 국가단                                                                    |
| Top7(2위)   | 김동현                |                | n.CH                                                       | 국가단                                                                    |
| Top7(3위)   | 이솔로몬              |                | VL, n.CH                                                   | 국가단                                                                    |
| Top7(4위)   | 박장현                |                | RBW, n.CH                                                  | VROMANCE, 국가단                                                          |
| Top7(5위)   | 이병찬                |                | n.CH                                                       | 국가단                                                                    |
| Top7(6위)   | 고은성                |                | 더블케이, n.CH                                             | 흉스프레소, 국가단                                                        |
| Top7(7위)   | 손진욱                |                | 슈가, n.CH                                                 | 당기시오, 국가단                                                          |
| Top10(8위)  | 조연호                |                | 미스틱, n.CH                                               | 국가단                                                                    |
| Top10(9위)  | 김희석                |                | n.CH                                                       | 국가단                                                                    |
| Top10(10위) | 김영흠                |                | 스윙, n.CH                                                 | 국가단                                                                    |
| Top14(11위) | 하동연                |                | Square                                                     | 무어                                                                      |
| Top14(12위) | 김유하                |                |                                                            |                                                                           |
| Top14(13위) | 김성준                |                | 메이드인미                                                 |                                                                           |
| Top14(14위) | 임한별                |                | 플렉스엠, 前DSP, 前CANENT, 前모스트웍스                    | 前에이스타일, 前먼데이키즈                                                |
| Top25(15위) | 박광선                |                | 바즈라, 前울랄라컴퍼니, 前어베인                           | 前울랄라세션                                                              |
| Top25(15위) | 임지수                | 前조안나 임    | 제이아미, 워너뮤직코리아                                   | 아가파오 워십                                                             |
| Top25(17위) | 지세희                |                | 아츠로, 前위너제이                                         |                                                                           |
| Top25(17위) | 고동웅                | 진웅, 前더블유 | 으라차차예술단, 前A.muse, 前뮤직시티, 前헬로우가가, 前커먼 | 알트리퍼, 엠스트리트                                                      |
| Top25(19위) | 김영근                | 지리산소울     | 스톤, 前촉                                                 |                                                                           |
| Top25(19위) | 이주천                |                | 스토리앤플러스                                             |                                                                           |
| Top25(19위) | 최진솔                |                | I-SEE                                                      |                                                                           |
| Top25(22위) | 류영채                |                |                                                            |                                                                           |
| Top25(22위) | 박민호                | 민호           | 前예전                                                     | 前SHU-I                                                                   |
| Top25(22위) | 유슬기                |                | 하이라인, 스타쉽                                           | 듀에토, 인기현상                                                          |
| Top25(22위) | 임지민                |                |                                                            |                                                                           |
| Top30(26위) | 최여원                |                |                                                            |                                                                           |
| Top30(27위) | 박은영                | 은영           | 前브레이브                                                 | 前브레이브걸스                                                            |
| Top30(28위) | 권민제                |                | BES, 前루프홀릭                                            | 플라스크                                                                  |
| Top30(28위) | 유용민                |                | 뉴에라프로젝트                                             | OPNRN                                                                     |
| Top30(28위) | 이소원                |                | 린브랜딩                                                   | [ 3 ]                                                                     |
| Top42(31위) | 이재용                | 이혁           | 유케이                                                     | 前이혁밴드, 前노라조, 前July, 前오픈헤드                                  |
| Top42(32위) | 김대훈                | 니후           |                                                            |                                                                           |
| Top42(32위) | 손보승                |                | 마다                                                       |                                                                           |
| Top42(32위) | 하진우                |                | 5군단, 前kp                                                |                                                                           |
| Top42(35위) | 김도하, 前김예은      | 매디           | 유니크                                                     |                                                                           |
| Top42(36위) | 김형석                |                |                                                            |                                                                           |
| Top42(36위) | 김휘현 (마미썬)       |                |                                                            | 마미썬                                                                    |
| Top42(36위) | 박종민                |                | 레이벡스                                                   |                                                                           |
| Top42(36위) | 이준안                |                |                                                            |                                                                           |
| Top42(40위) | 권의빈                |                |                                                            |                                                                           |
| Top42(40위) | 김민수                |                |                                                            | SDT                                                                       |
| Top42(40위) | 방세진                |                | STX라이언하트                                              |                                                                           |
| Top111      | 강하윤                | 하윤           |                                                            |                                                                           |
| Top111      | 김건지                | 건지           | 굿펠라스                                                   | 가비엔제이                                                                |
| Top111      | 고승형                |                |                                                            |                                                                           |
| Top111      | 권아린                |                |                                                            |                                                                           |
| Top111      | 권지영                |                |                                                            | 前오르겔탄츠, 前모니, 前투스토리, 前단편선과 선원들, 前서울팝스오케스트라 |
| Top111      | 김국헌                | 前시헌         | 前뮤직웍스, 前소울샵                                       | 前마이틴, 前비오브유                                                      |
| Top111      | 김다윤                |                |                                                            |                                                                           |
| Top111      | 김대완                |                |                                                            |                                                                           |
| Top111      | 김동하                |                |                                                            |                                                                           |
| Top111      | 김민욱                |                |                                                            |                                                                           |
| Top111      | 김예현                | 예현           | 2Y, 前위드메이, 前마루                                     | 前기동대                                                                  |
| Top111      | 김웅진                |                |                                                            |                                                                           |
| Top111      | 김윤희                |                | 케이문에프엔디                                             |                                                                           |
| Top111      | 김주왕                |                |                                                            |                                                                           |
| Top111      | 김태수                | [ 4 ]          |                                                            |                                                                           |
| Top111      | 김현수                |                |                                                            |                                                                           |
| Top111      | 김현우                |                |                                                            |                                                                           |
| Top111      | 최현하                | 니다           | H                                                          |                                                                           |
| Top111      | 데이비드 오           |                | JMG, 前곤                                                  | HIKIX, 에버블룸                                                           |
| Top111      | 도유민                |                |                                                            |                                                                           |
| Top111      | 배예람 (람람자매)     |                |                                                            | 람람자매                                                                  |
| Top111      | 배하람 (람람자매)     | [ 5 ]          |                                                            | 람람자매                                                                  |
| Top111      | 이영준 (멋진녀석들)   | 동인           | 디엔에이                                                   | 멋진녀석들                                                                |
| Top111      | 정영기 (멋진녀석들)   | 호령           | 디엔에이                                                   | 멋진녀석들                                                                |
| Top111      | 이정훈 (멋진녀석들)   | 다운           | 디엔에이                                                   | 멋진녀석들                                                                |
| Top111      | 정세민 (멋진녀석들)   | 백결           | 디엔에이                                                   | 멋진녀석들                                                                |
| Top111      | 이대영 (멋진녀석들)   | 활찬           | 디엔에이                                                   | 멋진녀석들                                                                |
| Top111      | 김진현 (멋진녀석들)   | 한을           | 디엔에이                                                   | 멋진녀석들                                                                |
| Top111      | 전민기 (멋진녀석들)   | 의연           | 디엔에이                                                   | 멋진녀석들                                                                |
| Top111      | 문건희                |                |                                                            |                                                                           |
| Top111      | 문세영                |                |                                                            |                                                                           |
| Top111      | 심민아                | 미나           | 나눔, 前MOBB, 前이매진아시아, 前배드보스                   |                                                                           |
| Top111      | 박솔                  |                | 해피로봇                                                   | 솔루션스                                                                  |
| Top111      | 박수호                |                |                                                            |                                                                           |
| Top111      | 박시환                |                | PA                                                         |                                                                           |
| Top111      | 박종원                |                |                                                            |                                                                           |
| Top111      | 범승혁                |                |                                                            | 한서린                                                                    |
| Top111      | 서라안                | [ 6 ]          |                                                            |                                                                           |
| Top111      | 서지유                |                |                                                            |                                                                           |
| Top111      | 송용식                | 강두           | 와이콘, 前더하우스, 前제이엔터컴                           | 前더 자두                                                                 |
| Top111      | 김성찬                | 스팍           | 前잭팟                                                     | 아티스트릿, 前블랑세븐                                                    |
| Top111      | 전영유 (시즈닝)       | 이영유         | 다나, 前에스플러스, 前울림                                 | 前시즈닝, 前7공주                                                         |
| Top111      | ? (시즈닝)            |                |                                                            | 前시즈닝                                                                  |
| Top111      | ? (시즈닝)            |                |                                                            | 前시즈닝                                                                  |
| Top111      | ? (시즈닝)            |                |                                                            | 前시즈닝                                                                  |
| Top111      | 신민경                | 우주           |                                                            |                                                                           |
| Top111      | 안율                  |                |                                                            |                                                                           |
| Top111      | 양기웅                |                |                                                            |                                                                           |
| Top111      | 염수민                |                |                                                            |                                                                           |
| Top111      | 유민                  |                | HUX                                                        |                                                                           |
| Top111      | 유지니                |                | 월드스타                                                   |                                                                           |
| Top111      | 육은비                |                |                                                            |                                                                           |
| Top111      | 윤정훈                |                |                                                            |                                                                           |
| Top111      | 이나빈                |                |                                                            |                                                                           |
| Top111      | 이송현                |                |                                                            |                                                                           |
| Top111      | 이승철                | 청슬           | J                                                          |                                                                           |
| Top111      | 이석주                | 이시온         | 빅애플                                                     |                                                                           |
| Top111      | 이안                  |                |                                                            |                                                                           |
| Top111      | 이의진                | 의진, 前로제이 | 前에이치오, 前모노, 前완                                   | 빅플로, 前에이션, 前유앤비                                                |
| Top111      | 이재은                |                |                                                            |                                                                           |
| Top111      | 이정민 (마미썬)       |                |                                                            | 마미썬                                                                    |
| Top111      | 임소리                |                |                                                            |                                                                           |
| Top111      | 강다연 (장구남매)     |                |                                                            | 장구남매                                                                  |
| Top111      | 강대성 (장구남매)     |                |                                                            | 장구남매                                                                  |
| Top111      | 김정모                | 정모           | PA, 前SM                                                   | M&D, 前트랙스                                                             |
| Top111      | 정병희                |                |                                                            |                                                                           |
| Top111      | 정선국                | Z A K U Z I    |                                                            |                                                                           |
| Top111      | 정성                  | Sanha, 저스트  | GADK CORP., 前노랑잠수함                                   |                                                                           |
| Top111      | 정은지                | [ 8 ]          | 스완폴댄스                                                 |                                                                           |
| Top111      | 정한빈                |                |                                                            |                                                                           |
| Top111      | 조남준                |                |                                                            | 드로잉                                                                    |
| Top111      | 조동건                |                |                                                            |                                                                           |
| Top111      | 조우준                |                |                                                            |                                                                           |
| Top111      | 유지상                | 지상           | 前미스틱                                                   |                                                                           |
| Top111      | 최상운                | 최상           |                                                            |                                                                           |
| Top111      | 최선우                | 선우           | 前해피트라이브                                             | 前소년공화국                                                              |
| Top111      | 안병민 (클래스메이트) |                | HF                                                         | 클래스메이트                                                              |
| Top111      | 이재성 (클래스메이트) |                | HF                                                         | 클래스메이트                                                              |
| Top111      | 허성정 (클래스메이트) |                | HF                                                         | 클래스메이트                                                              |
| Top111      | 표바하                |                |                                                            |                                                                           |
| Top111      | 한선천                |                | 팔레트                                                     |                                                                           |
| Top111      | 이아름                | 한아름         | 前MBK                                                      | 前티아라, 前티아라 N4                                                     |
| Top111      | 이국영 (3XY)          |                | 더블유투                                                   | 3XY                                                                       |
| Top111      | 강청광 (3XY)          | 강하니         | 더블유투                                                   | 3XY                                                                       |
| Top111      | 정한샘 (3XY)          | 한샘           | 더블유투                                                   | 3XY                                                                       |

## 에피소드 목록

### 예선
- 대학부 : 올하트 4명
- 초등부 : 올하트 2명
- 상경부 : 올하트 2명, 12하트 1명
- 무명부 : 올하트 1명, 12하트 1명, 11하트 1명
- 중등부 : 올하트 2명
- 고등부 : 올하트 1명, 11하트 1명
- 타오디션부 : 올하트 4명, 12하트 1명, 10하트 1명
- 직장부 : 올하트 2명, 11하트 1명
- 아이돌부 : 올하트 1명
- 왕년부 : 12하트 1명, 11하트 1명, 10하트 1명
- 선수부 : 9하트 1명
  - 1위 박창근, 2위 김희석, 3위 이솔로몬

### 본선 1차전: 국민가수전
- 대학부 : 휘파람(이문세) (올하트)
  - 김성준(합격), 김희석(합격), 유용민(합격), 이주천(합격)
- 직장부A : 초련(클론) (올하트)
  - 고은성(합격), 진웅(합격)
- 초등부 : 날 떠나지마(박진영) (올하트)
  - 김유하(합격), 임지민(합격)
- 상경부 : Love Poem(아이유) (올하트)
  - 김동현(합격), 손진욱(합격), 이솔로몬(합격), 조연호(합격)
- 연합부A : 도시인(신해철) (11하트)
  - 임지수(추가합격), 지세희(패자부활전)
- 연합부B : 오늘도 난(이승철) (9하트)
  - 김도하(탈락), 최진솔(추가합격)
- 선수부 : 그대와 단둘이서(김현식) (7하트)
  - 권우빈(탈락), 이병찬(추가합격), 방세진(탈락), 김민수(탈락)
- 왕년부 : 못찾겠다 꾀꼬리(불명) (12하트)
  - 박은영(패자부활전), 이혁(탈락), 임한별(패자부활전)
- 무명부 : 알고 싶어요(이선희) (올하트)
  - 권민제(합격), 박장현(합격), 박창근(합격)
- 타오디션부 : 추억속의 재회 (조용필) (올하트)
  - 김영흠(합격), 유슬기(합격), 박광선(합격), 김영근(합격)
- 중등부 : 스피드(김건모) (올하트)
  - 이소원(합격), 최여원(합격), 류영채(합격)
- 직장부B : 회상(산울림) (11하트)
  - 손보승(탈락), 하동연(추가합격), 하진우(탈락)
- 아이돌부 : 배반의 장미(엄정화) (11하트)
  - 김대훈(탈락), 박민호(추가합격)
- 고등부 : 멀어져 간 사람아 (박상민) (10하트)
  - 김형석(탈락), 박종민(탈락), 이준안(탈락), 김휘현(탈락)

※ 올하트 = 전원 합격
※ 추가합격 = 탈락 직전이였음
총 인원 42명, ● 탈락자 12명, ○ 합격자 30명

### 본선 2차전: 일대일 데스매치
- 1차전 : 박광선 10표, 고은성 3표
  - 박광선 - 난 남자다(김장훈) 勝 (합격)
  - 고은성 - 그 옛날처럼(이성애) 敗 (추가합격)
- 2차전 : 김희석 6표 , 임한별 7표
  - 김희석 - 꿈에(조덕배) 敗 (추가합격)
  - 임한별 - 불꽃처럼(이선희) 勝 (합격)
- 3차전 : 유용민 0표, 이병찬 13표
  - 유용민 - 한번만 더(박성신) 敗 (탈락)
  - 이병찬 - 아름다운 이별(김건모) 勝 (합격)
- 4차전 : 김유하 5표 , 임지민 8표
  - 김유하 - 잊었니(이승철) 敗 (추가합격)
  - 임지민 - 와(이정현) 勝 (합격)
- 5차전 : 김영흠 1표 , 박창근 12표
  - 김영흠 - 스물 다섯, 스물 하나(자우림) 敗 (추가합격)
  - 박창근 - 미련(장현) 勝 (합격)
- 6차전 : 권민제 0표 , 손진욱 13표
  - 권민제 - 이미 슬픈 사람(야다) 敗 (탈락)
  - 손진욱 - 걸어서 하늘까지(장현철) 勝 (합격)
- 7차전 : 이소원 0표 , 유슬기 13표
  - 이소원 - 전하지 못한 진심(BTS) 敗 (탈락)
  - 유슬기 - 빛(조용필) 勝 (합격)
- 8차전 : 이솔로몬 4표 , 이주천 9표
  - 이솔로몬 - 오래된 그날(윤종신) 敗 (추가합격)
  - 이주천 - 우리의 밤은 당신의 낮보다 아름답다(쏜애플) 勝 (합격)
- 9차전 : 김동현 10표 , 지세희 3표
  - 김동현 - 가수가 된 이유(신용재) 勝 (합격)
  - 지세희 - 걷고싶다(조용필) 敗 (추가합격)
- 10차전 : 류영채 8표 , 최여원 5표
  - 류영채 - Dessert(효연) 勝 (합격)
  - 최여원 - Move(태민) 敗 (탈락)
- 11차전 : 조연호 0표 , 박장현 13표
  - 조연호 - 기억속의 먼 그대에게(박효신) 敗 (추가합격)
  - 박장현 - 한숨(이하이) 勝 (합격)
- 12차전 : 하동연 12표, 진웅 1표
  - 하동연 - 부산에 가면(최백호) 勝 (합격)
  - 진웅 - 편지(어니언스) 敗 (추가합격)
- 13차전 : 박은영 1표, 박민호 12표
  - 박은영 - 사랑은 차가운 유혹(양수경) 敗 (탈락)
  - 박민호 - 처음 본 순간(송골매) 勝 (합격)
- 14차전 : 최진솔 1표, 김성준 12표
  - 최진솔 - Tomboy(혁오) 敗 (추가합격)
  - 김성준 - 그대 우나봐(전영록) 勝 (합격)
- 15차전 : 임지수 8표, 김영근 5표
  - 임지수 - 나의 외로움이 널 부를 때(임지수) 勝 (합격)
  - 김영근 - 사랑하기에(이정석) 敗 (추가합격)

총 인원 30명, ● 탈락자 5명, ○ 합격자 25명

### 본선 3차전: 국민콘서트

#### 1라운드
- 진수병찬 - 이병찬(팀장), 류영채, 박민호, 유슬기, 임지민 [970점]
  - 마마(엑소)
  - 붐바야(블랙핑크)
  - 아라비안 나이트(김준선)
  - 너였다면(정승환)
  - 나는 너 좋아(조용필)
- 무쌍마초 - 박장현(팀장), 고은성, 손진욱, 조연호, 하동연 [1152점]
  - 함께 가야 해(사랑과 평화)
  - She Bangs(Ricky Martin)
  - 바다 끝(최백호)
  - 맨 처음 고백(송창식)
  - Maman, La plus Belle Du Monde(루이스 마리아노)
  - 질풍가도(유정석)
  - 어떻게 이별까지 사랑하겠어, 널 사랑하는 거지(악동뮤지션)
  - 불장난(블랙핑크)
- 숯 속에 진주들 - 김동현(팀장), 김유하, 박광선, 이솔로몬, 임지수 [1158점]
  - Oh! Happy(컨츄리 꼬꼬)
  - 호랑나비(나얼)
  - 어떤이의 꿈(봄여름가을겨울)
  - 사랑이란 건(부활)
  - 아름다운 강산(이선희)
  - 순정(코요태)
- 5소리 - 임한별(팀장), 김영근, 김희석, 이주천, 최진솔 [1025점]
  - 사랑하긴 했었나요 스쳐가는 인연이었나요 짧지않은 우리 함께했던 시간들이 자꾸 내 마음을 가둬두네(잔나비)
  - 이별의 끝은 어디인가요(양수경)
  - Decalcomanie(마마무)
  - 신청곡(이소라(feat.슈가))
  - Kiss Me(박진영)
- 국가봉 - 박창근(팀장), 김성준, 김영흠, 지세희, 진웅 [1041점]
  - 웨딩 케익 (외국곡)
  - 사랑과 진실(어니언스)
  - Hot stuff(Donna summer)
  - 사랑이 지나가면(이문세)
  - 나는 사랑에 빠졌어요 (이선희)
  - 밤에 피는 장미 (어우러기)

#### 2라운드
- 진수병찬 - 이병찬 [965점]
  - 숨(박효신)

- 무쌍마초 - 박장현 [1175점]
  - 미아(박정현)

- 5소리 - 임한별 [982점]
  - 아가에게(송골매)

- 숯 속에 진주들 - 김동현 [1028점]
  - 오늘(신용재)

- 국가봉 - 박창근 [1072점]
  - 외로운 사람들(이정선)

총 인원 25명, ● 탈락자 11명, ○ 합격자 14명

### 준결승전

#### 1라운드: 1:1라이벌전
- 1차전 : 김희석 vs 손진욱
  - 김희석 - 부디(심규선) (1147점) 敗
  - 손진욱 - Shout(김경호) (1190점) 勝
- 2차전 : 김유하 vs 이솔로몬
  - 김유하 - 너랑 나(아이유) (1061점) 敗
  - 이솔로몬 - 만약에 말야(노을) (1156점) 勝
- 3차전 : 박장현 vs 김동현
  - 박장현 - 겨울 사랑(더 원) (1164점) 敗
  - 김동현 - 말리꽃(이승철) (1224점) 勝
- 4차전 : 이병찬 vs 하동연
  - 이병찬 - 열애중(벤) (1059점) 敗
  - 하동연 - Rose(이하이) (1143점) 勝
- 5차전 : 고은성 vs 임한별
  - 고은성 - We love you(민해경) (1127점) 勝
  - 임한별 - 야생화(박효신) (1062점) 敗
- 6차전 :김영흠 vs 조연호
  - 김영흠 - 비와 당신의 이야기(부활) (1085점) 敗
  - 조연호 - 내 생에 아름다운(케이윌) (1155점) 勝
- 7차전 :박창근 vs 김성준
  - 박창근 - 주저하는 연인들을 위해(잔나비) (1147점) 勝
  - 김성준 - 잠 못드는 밤 비는 내리고(김건모) (1065점) 敗

#### 2라운드: 한 곡 듀엣 대결
- 1차전 : Piano man (마마무) [마스터 하트 점수 200 : 40] [관객 점수 242 : 58] [합산 점수 442 : 98]
  - 고은성 (200점) 勝
  - 임한별 (40점) 敗
- 2차전 : 난 너에게 (정수라) [마스터 하트 점수 60 : 180] [관객 점수 95 : 205] [합산 점수 155 : 385]
  - 김유하 (60점) 敗
  - 이솔로몬 (180점) 勝
- 3차전 : 첫눈처럼 너에게 가겠다 (에일리) [마스터 하트 점수 180 : 60] [관객 점수 170 : 130] [합산 점수 310 : 230]
  - 박장현 (140점) 勝
  - 김동현 (100점) 敗
- 4차전 : 기다린 만큼, 더 (검정치마) [마스터 하트 점수 180 : 60] [관객 점수 172 : 128] [합산 점수 352 : 188]
  - 박창근 (180점) 勝
  - 김성준 (60점) 敗
- 5차전 : 보름달 (선미) [마스터 하트 점수 160 : 80] [관객 점수 95 : 205] [합산 점수 255 : 285]
  - 김영흠 (160점) 勝
  - 조연호 (80점) 敗
- 6차전 : 이 바보야 (정승환) [마스터 하트 점수 140 : 100] [관객 점수 214 : 86] [합산 점수 354 : 186]
  - 이병찬 (140점) 勝
  - 하동연 (100점) 敗
- 7차전 : 코뿔소 (한영애) [마스터 하트 점수 200 : 40] [관객 점수 171 : 129] [합산 점수 371 : 169]
  - 김희석 (200점) 勝
  - 손진욱 (40점) 敗

#### 준결승전 최종 결과리스트
합격자
- 1위 고은성 : 1127(9위) + 872(1위) = 1999점
- 2위 이솔로몬 : 1156(4위) + 835(2위) = 1991점
- 3위 김희석 : 1147(6위) + 781(4위) = 1928점
- 4위 박창근 : 1147(6위) + 772(5위) = 1919점
- 5위 김동현 : 1224(1위) + 670(7위) = 1894점
- 6위 이병찬 : 1059(14위) + 814(3위) = 1873점
- 7위 박장현 : 1164(3위) + 700(6위) = 1864점
- 8위 조연호 : 1155(5위) + 665(8위) = 1820점
- 9위 손진욱 : 1190(2위) + 529(11위) = 1719점
- 10위 김영흠 : 1085(10위) + 625(9위) = 1710점

탈락자
- 11위 하동연 : 1143(8위) + 516(13위) = 1659점
- 12위 김유하 : 1061(13위) + 555(10위) = 1616점
- 13위 김성준 : 1065(11위) + 528(12위) = 1593점
- 14위 임한별 : 1062(12위) + 448(14위) = 1510점

총 인원 14명, ● 탈락자 4명, ○ 합격자 10명

### 결승전

#### 1라운드: 레전드 미션
- 김영흠 : 피우든 마시든(김범수) 100 / 80
- 손진욱 : 마술사(김태원) 100 / 90
- 조연호 : 사랑했던 날들(백지영) 100 / 85
- 박장현 : 거짓말이라도 해서 널 보고 싶어 (백지영) 95 / 75
- 이병찬 : 나타나(김범수) 100 / 90
- 김동현 : 오직 너만(김범수) 100 / 97
- 박창근 : 다시 사랑한다면(김태원) 100 / 95
- 김희석 : 술이야(윤민수) 98 / 80
- 이솔로몬 : 사랑 안해(백지영) 100 / 93
- 고은성 : 가을 타나 봐(윤민수) 99 / 80

#### 1라운드: 중간순위
- 1위 김동현 - 마스터 점수 : 896점(1위) + 관객 점수 : 247점 = 합계 : 1,143점
- 2위 박창근 - 마스터 점수 : 883점(2위) + 관객 점수 : 247점 = 합계 : 1,130점
- 3위 손진욱 - 마스터 점수 : 886점(4위) + 관객 점수 : 252점 = 합계 : 1,118점
- 4위 이병찬 - 마스터 점수 : 864점(5위) + 관객 점수 : 231점 = 합계 : 1,095점
- 5위 이솔로몬 - 마스터 점수 : 882점(3위) + 관객 점수 : 197점 = 합계 : 1,079점
- 6위 조연호 - 마스터 점수 : 841점(6위) + 관객 점수 : 189점 = 합계 : 1,030점
- 7위 고은성 - 마스터 점수 : 801점(9위) + 관객 점수 : 170점 = 합계 : 1,004점
- 7위 김희석 - 마스터 점수 : 834점(7위) + 관객 점수 : 170점 = 합계 : 1,004점
- 9위 박장현 - 마스터 점수 : 770점(10위) + 관객 점수 : 224점 = 합계 : 994점
- 10위 김영흠 - 마스터 점수 : 812점(8위) + 관객 점수 : 161점 = 합계 : 973점

#### 1라운드: 문자 투표 합산 순위
- 1위 박창근 - 마스터 점수 : 883점(1위), 관객 점수 : 247점
  - 실시간 문자 투표 득표 : 367,031표, 문자투표 점수 : 1,300.00점 = 합계 : 2,430.00점
- 2위 김동현 - 마스터 점수 : 896점(2위), 관객 점수 : 247점
  - 실시간 문자 투표 득표 : 252,397표, 문자투표 점수 : 893.97점 = 합계 : 2,036.97점
- 3위 이솔로몬 - 마스터 점수 : 882점(3위), 관객 점수 : 197점
  - 실시간 문자 투표 득표 : 231,596표, 문자투표 점수 : 820.30점 = 합계 : 1,899.30점
- 4위 이병찬 - 마스터 점수 : 864점(5위), 관객 점수 : 231점
  - 실시간 문자 투표 득표 : 147,475표, 문자투표 점수 : 522.35점 = 합계 : 1,647.35점
- 5위 박장현 - 마스터 점수 : 770점(10위), 관객 점수 : 224점
  - 실시간 문자 투표 득표 : 150,850표, 문자투표 점수 : 534.30점 = 합계 : 1,528.30점
- 6위 고은성 - 마스터 점수 : 801점(9위), 관객 점수 : 170점
  - 실시간 문자 투표 득표 : 142,000표, 문자투표 점수 : 502.95점 = 합계 : 1,506.95점
- 7위 손진욱 - 마스터 점수 : 886점(4위), 관객 점수 : 252점
  - 실시간 문자 투표 득표 : 93,059표, 문자투표 점수 : 329.61점 = 합계 1,447.61점
- 8위 조연호 - 마스터 점수 : 841점(6위), 관객 점수 : 189점
  - 실시간 문자 투표 득표 : 38,499표, 문자투표 점수 : 136.36점 = 합계 1,166.36점
- 9위 김희석 - 마스터 점수 : 834점(7위), 관객 점수 : 170점
  - 실시간 문자 투표 득표 : 32,926표, 문자투표 점수 : 116.62점 = 합계 1,120.62점
- 10위 김영흠 - 마스터 점수 : 812점(8위), 관객 점수 : 161점
  - 실시간 문자 투표 득표 : 37,413표, 문자투표 점수 : 132.51점 = 합계 1,105.51점

#### 2라운드: 결승 파이널
- 손진욱 : DNA(방탄소년단) 99 / 65
- 고은성 : 어른아이(거미) 99 / 85
- 박장현 : 살다가(SG워너비) 100 / 85
- 이병찬 : 첫눈(정준일) 100 / 90
- 이솔로몬 : 이 또한 지나가리라(임재범) 100 / 97
- 김동현 : 나를 사랑했던 사람아(허각) 100 / 98
- 박창근 : 엄마(박창근 자작곡) 100 / 90

#### 2라운드: 중간 순위
- 1위 이솔로몬 - 마스터 점수 : 1,094점 + 관객 점수 : 242점 + 대국민 응원 투표 점수 : 195점 = 합계 : 1,531점
- 2위 김동현 - 마스터 점수 : 1,097점 + 관객 점수 : 250점 + 대국민 응원 투표 점수 : 165점 = 합계 : 1,512점
- 3위 이병찬 - 마스터 점수 : 1,055점 + 관객 점수 : 239점 + 대국민 응원 투표 점수 : 175점 = 합계 : 1,469점
- 4위 박창근 - 마스터 점수 : 1,056점 + 관객 점수 : 210점 + 대국민 응원 투표 점수 : 175점 = 합계 : 1,441점
- 5위 박장현 - 마스터 점수 : 1,020점 + 관객 점수 : 255점 + 대국민 응원 투표 점수 : 165점 = 합계 : 1,440점
- 6위 손진욱 - 마스터 점수 : 1,011점 + 관객 점수 : 236점 + 대국민 응원 투표 점수 : 155점 = 합계 : 1,402점
- 7위 고은성 - 마스터 점수 : 1,019점 + 관객 점수 : 200점 + 대국민 응원 투표 점수 : 160점 = 합계 : 1,379점

#### 2라운드: 문자 투표 합산 순위(최종 결과)
- 1위 박창근 - 마스터 점수 : 1,056점(3위), 관객 점수 : 210점(6위), 대국민 응원 투표 점수 : 175점
  - 실시간 문자 투표 득표 : 502,696표, 문자투표 점수 : 2,400점 = 합계 : 3,841점
- 2위 김동현 - 마스터 점수 : 1,097점(1위), 관객 점수 : 250점(2위), 대국민 응원 투표 점수 : 165점
  - 실시간 문자 투표 득표 : 454,385표, 문자투표 점수 : 2,169.35점 = 합계 : 3,681.35점
- 3위 이솔로몬 - 마스터 점수 : 1,094점(2위), 관객 점수 : 242점(3위), 대국민 응원 투표 점수 : 195점
  - 실시간 문자 투표 득표 : 399,009표, 문자투표 점수 : 1,904.97점 = 합계 : 3,435.97점
- 4위 박장현 - 마스터 점수 : 1,020점(5위), 관객 점수 : 255점(1위), 대국민 응원 투표 점수 : 160점
  - 실시간 문자 투표 득표 : 253,265표, 문자투표 점수 : 1,209.15점 = 합계 : 2,649.15점
- 5위 이병찬 - 마스터 점수 : 1,055점(4위), 관객 점수 : 239점(4위), 대국민 응원 투표 점수 : 175점
  - 실시간 문자 투표 득표 : 206,307표, 문자투표 점수 : 984.84점 = 합계 : 2,453.96점
- 6위 고은성 - 마스터 점수 : 1,019점(6위), 관객 점수 : 200점(7위), 대국민 응원 투표 점수 : 160점
  - 실시간 문자 투표 득표 : 114,695표, 문자투표 점수 : 547,58점 = 합계 : 1,926.58점
- 7위 손진욱 - 마스터 점수 : 1,011점(7위), 관객 점수 : 236점(5위), 대국민 응원 투표 점수 : 155점
  - 실시간 문자 투표 득표 : 81,310표, 문자투표 점수 : 388.19점 = 합계 : 1,790.19점

## 같이 보기
- 국가가 부른다